# Absolution (Album)
Absolution ist das dritte Studioalbum der britischen Rockband Muse. Es wurde mit dem Produzenten Rich Costey in einem Studio in Irland eingespielt und im September 2003 veröffentlicht. Mit diesem Album erreichte die Band erstmals auch die Charts in den Vereinigten Staaten.
Im Gegensatz zu den vorherigen Alben hatte die Band bei den Aufnahmen zu Absolution keinen festen Zeitplan und konnten sich daher so viel Zeit lassen, wie sie brauchten, um die Songs nochmal zu verändern und zu verbessern.
Bei Apocalypse Please wurden beispielsweise Streicher eingespielt, aber nie verwendet, sondern eher auf Gitarren und Klavier gesetzt, um den Song „härter“ zu machen.
Als erste Single war Stockholm Syndrome ausschließlich als Download auf der offiziellen Muse-Website erhältlich. Die erste regulär erschienene Single war Time Is Running Out. Des Weiteren wurden die Songs Hysteria, Sing For Absolution und Butterflies & Hurricanes als Singles veröffentlicht.
Alle Songs wurden eigens von den drei Muse-Mitgliedern Matthew Bellamy, Dominic Howard und Christopher Wolstenholme verfasst.

## Titelliste
1. Intro – 0:22
2. Apocalypse Please – 4:12
3. Time Is Running Out – 3:56
4. Sing for Absolution – 4:54
5. Stockholm Syndrome – 4:58
6. Falling Away with You – 4:40
7. Interlude – 0:37
8. Hysteria – 3:47
9. Blackout – 4:22
10. Butterflies and Hurricanes – 5:01
11. The Small Print – 3:28
  - Fury (Bonustrack auf der japanischen Veröffentlichung) – 4:58
12. Endlessly – 3:49
13. Thoughts of a Dying Atheist – 3:11
14. Ruled by Secrecy – 4:54

## Kommerzieller Erfolg

### Chartplatzierungen
| ChartsChartplatzierungen       | Höchstplatzierung | Wochen |
| ------------------------------ | ----------------- | ------ |
| Deutschland (GfK)              | 11 (5 Wo.)        | 5      |
| Österreich (Ö3)                | 5 (8 Wo.)         | 8      |
| Schweiz (IFPI)                 | 3 (27 Wo.)        | 27     |
| Vereinigte Staaten (Billboard) | 107 (28 Wo.)      | 28     |
| Vereinigtes Königreich (OCC)   | 1 (86 Wo.)        | 86     |

| ChartsJahrescharts (2003)    | Platzierung |
| ---------------------------- | ----------- |
| Schweiz (IFPI)               | 38          |
| Vereinigtes Königreich (OCC) | 70          |

### Auszeichnungen für Musikverkäufe
| Land/Region                  | Auszeichnungen für Musikverkäufe (Land/Region, Auszeichnung, Verkäufe) | Verkäufe    |
| ---------------------------- | ---------------------------------------------------------------------- | ----------- |
| Australien (ARIA)            | Platin                                                                 | 70.000      |
| Belgien (BRMA)               | Gold                                                                   | 25.000      |
| Europa (IFPI)                | Platin                                                                 | (1.000.000) |
| Italien (FIMI)               | Platin                                                                 | 50.000      |
| Kanada (MC)                  | Gold                                                                   | 50.000      |
| Neuseeland (RMNZ)            | Gold                                                                   | 7.500       |
| Niederlande (NVPI)           | Gold                                                                   | 40.000      |
| Russland (NFPF)              | Gold                                                                   | 10.000      |
| Schweiz (IFPI)               | Gold                                                                   | 20.000      |
| Vereinigte Staaten (RIAA)    | Platin                                                                 | 1.000.000   |
| Vereinigtes Königreich (BPI) | 3× Platin                                                              | 948.000     |
| Insgesamt                    | 6× Gold · 7× Platin ·                                                  | 2.220.500   |

Hauptartikel: Muse (Band)/Auszeichnungen für Musikverkäufe